# Mesoceros
Mesoceros  es un género de plantas no vasculares en la familia Notothyladaceae. Comprende 2 especies descritas.

## Taxonomía
El género fue descrito por Sinikka Piippo y publicado en Acta Botanica Fennica 148: 30. 1993. La especie tipo es: Mesoceros mesophoros Piippo	

## Especies aceptadas
A continuación se brinda un listado de las especies del género Mesoceros aceptadas hasta diciembre de 2014, ordenadas alfabéticamente. Para cada una se indica el nombre binomial seguido del autor, abreviado según las convenciones y usos.	
- Mesoceros mesophoros Piippo
- Mesoceros porcatus Piippo